# Stenocercus modestus
Stenocercus modestus es una especie de lagarto de la familia Tropiduridae natural del valle del río Rímac, en la costa central del Perú. Se alimenta principalmente de insectos.

## Relación a la contaminación
Esta especie ha tenido que adaptarse a las duras condiciones en las que esta viviendo su hábitat natural debido a la mano de obra humana, entre ellas la minería, derrame de sustancias corrosivas,etc.  Es por eso que como muchas otras especies que habitaban el valle del río Rímac, ha tenido que adaptarse a otro tipo de entornos, como lo son los montañosos, en los cuales tiene que subexistir hasta los 3500 m.s.n.m, por lo que su anatomía ha cambiado mínimamente, poseyendo un tórax ligeramente mayor para poder albergar unos pulmones más grandes, adaptados a la vida menos abundante de oxígeno de las alturas.